# Biowęgiel

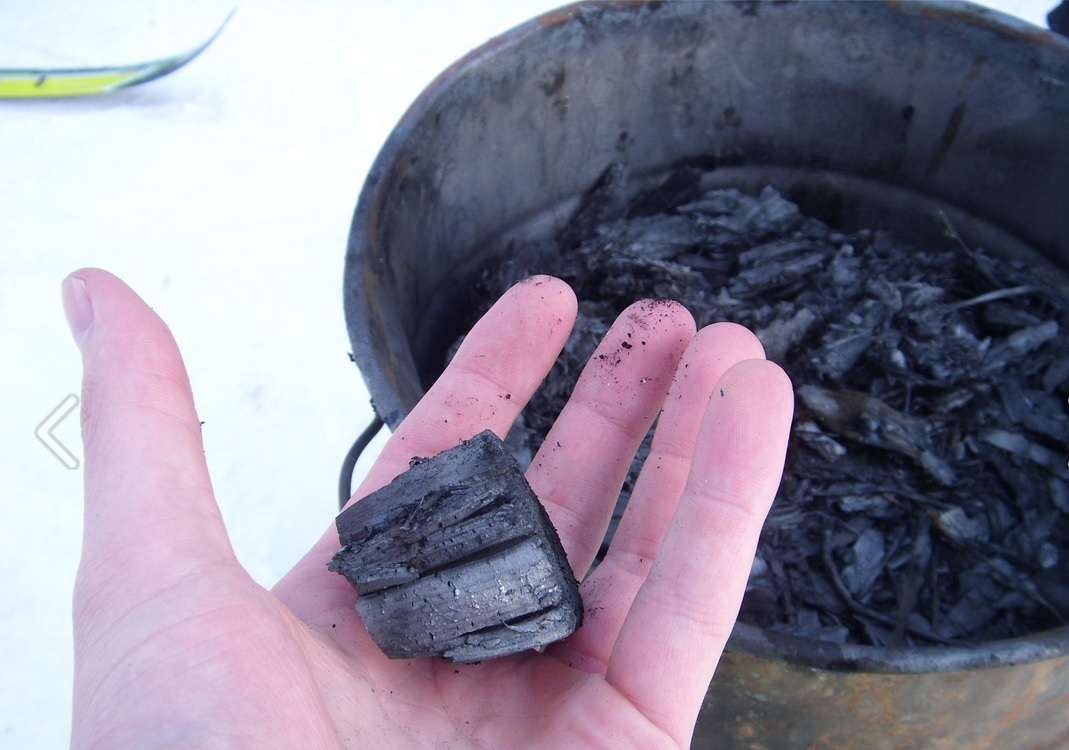
Biowęgiel

Biowęgiel, karbonizat, biokarbon, agrikarbon, toryfikat – substancja o właściwościach zbliżonych do węgla drzewnego uzyskiwana w procesie pirolizy z roślin energetycznych, odpadów leśnych, biomasy rolniczej, odpadów z przetwórstwa rolno-spożywczego, osadów ściekowych, odpadów komunalnych. Produkt ten może być wykorzystywany jako paliwo odnawialne, w rolnictwie w celu poprawy właściwości gleby oraz w ochronie środowiska do usuwania zanieczyszczeń z roztworów wodnych, gazów procesowych oraz remediacji gleb z zanieczyszczeń organicznych i nieorganicznych, a także zwiększania właściwości sorpcyjnych gleby w celu ochrony wód podziemnych i zatrzymania składników biogennych.
Biowęgiel był wykorzystywany do poprawy właściwości gleby przez rolników w Europie i Ameryce Południowej już w XIX wieku. Współcześnie stał się przedmiotem zainteresowania naukowców ze względu na poszukiwanie rozwiązań technicznych zapewniających trwały i zrównoważony rozwój. W zależności od warunków przeprowadzania pirolizy uzyskiwana substancja różni się składem, porowatością i powierzchnią właściwą, a co za tym idzie właściwościami sorpcyjnymi.

## Zastosowanie

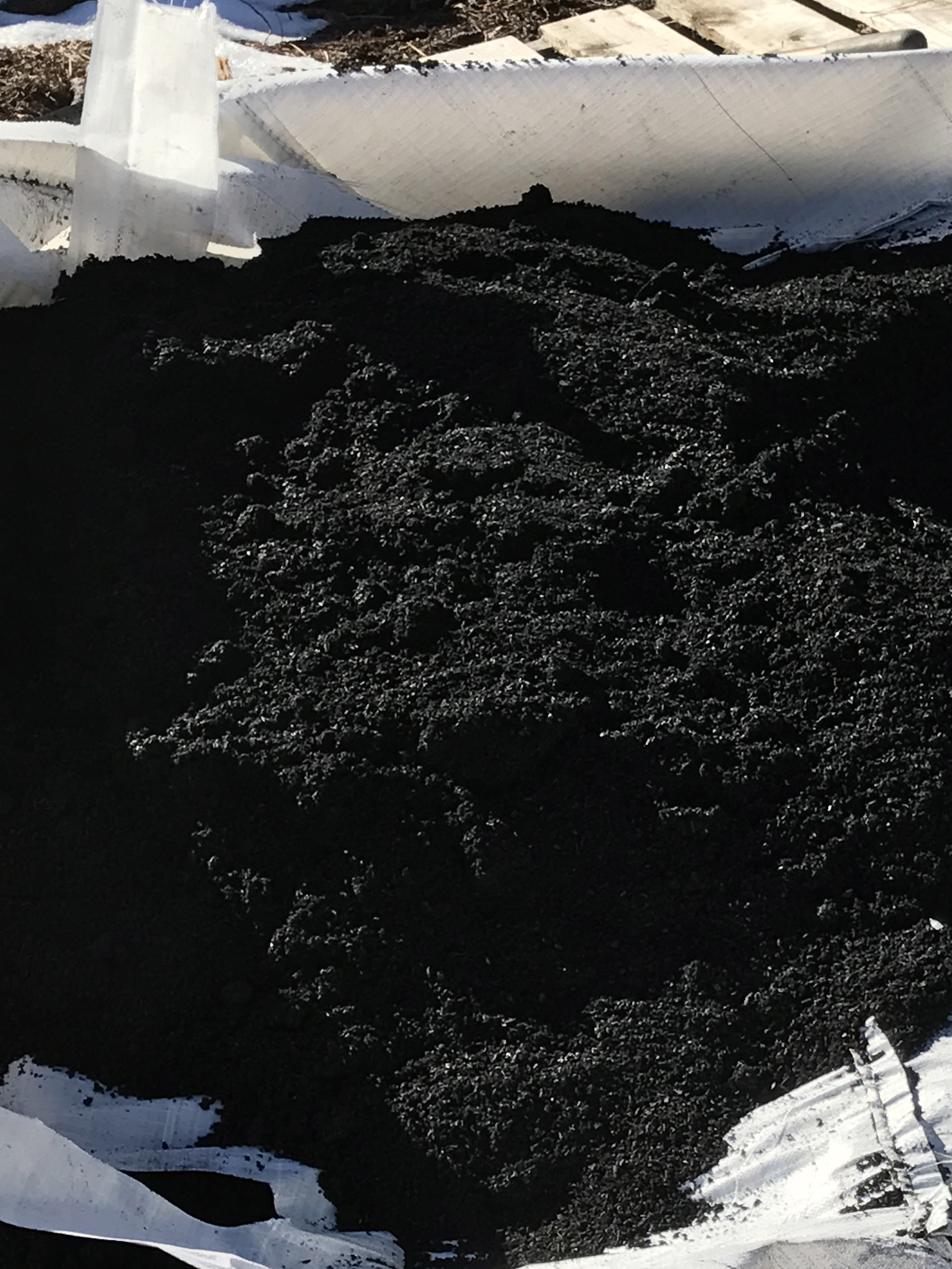
Biowęgiel

Biowęgiel może znaleźć zastosowanie w energetyce, rolnictwie, ochronie środowiska i przemyśle. W energetyce jako paliwo odnawialne jest alternatywą dla tradycyjnych paliw kopalnych. W ochronie środowiska biowęgiel z uwagi na swoje właściwości może być wykorzystywany do usuwania zanieczyszczeń wód i ścieków. W rolnictwie biowęgiel dodany do gleb poprawia ich właściwości i może przyczynić się do ograniczenia zużycia nawozów organicznych i nieorganicznych, a także środków ochrony roślin. Biowęgiel może znaleźć również zastosowanie w przemyśle np. budowlanym, metalurgicznym, elektronicznym, chemicznym, włókienniczym oraz farmaceutycznym.
Lista potencjalnych produktów na bazie biowęgla jest długa i obejmuje np.: polepszacze do gleb i nawozy na bazie biowęgla, suplementy do pasz dla zwierząt i dodatki do ściółki, materiały budowlane takie jak lekkie cegły z biowęgla i cementu, substytut styropianu, materiały filtracyjne, składniki farb i barwników, półprzewodniki, składniki kosmetyków i farmaceutyków, dodatki do przechowywania żywności, dodatki do tkanin stosowanych do produkcji odzieży funkcjonalnej, wkładek do obuwia pochłaniających zapachy oraz materiały wypełniające poduszki i materace do spania.
Jednym z potencjalnych zastosowań biowęgla jest usuwanie organicznych i nieorganicznych zanieczyszczeń z wód i ścieków. Jest to możliwe dzięki znacznej powierzchni właściwej, mikroporowatości i obecności powierzchniowych grup funkcyjnych. Właściwości sorpcyjne biowęgla zależą przede wszystkim od substratu i parametrów priolizy, które można optymalizować w kierunku skutecznego działania oczyszczającego.
Ostatnio zwraca się uwagę na możliwość wykorzystania biowęgla do zwiększenia efektywności produkcji biogazu. Wyniki nielicznych prac badawczych wskazują, że biowęgiel może przyczyniać się do wzrostu tempa mineralizacji materii organicznej i produkcji metanu.

## Produkcja
Biowęgiel pozyskuje się z biomasy w wyniku pirolizy w temperaturze około 200–300 °C, bez dostępu tlenu. Proces przeprowadzany jest w ciśnieniu zbliżonym do atmosferycznego. Podczas procesu nazywanego toryfikacją dochodzi do suszenia, pirolizy i zgazowania wprowadzonej biomasy. Reakcje dotyczą głównie przekształcania hemiceluloz, a w mniejszym stopniu celulozy i ligniny. Efektem jest ubytek około 30% masy, wydzielenie tak zwanego torgazu i uzyskanie biowęgla. Produkt, chociaż zbliżony do węgla drzewnego, różni się od niego – do powstania węgla drzewnego dochodzi, gdy temperatura, w której przeprowadza się pirolizę, przekroczy 350 °C.